# Cabinet Beck I
Land de Rhénanie-Palatinat
Scharping Beck II
Le cabinet Beck I (en allemand : Kabinett Beck I) est le gouvernement du Land de Rhénanie-Palatinat, entre le 26 octobre 1994 et le 20 mai 1996, durant la douzième législature du Landtag.

## Composition

### Initiale (26 octobre 1994)
- Les nouveaux ministres sont indiqués en gras, ceux ayant changé d'attributions en italique.

| Fonction                                                                                              | Titulaire | Titulaire       | Parti |
| --- | --------- | --------------- | ----- |
| Ministre-président                                                                                    |           | Kurt Beck       | SPD   |
| Vice-ministre-président Ministre de l'Économie, des Transports, de l'Agriculture et de la Viticulture |           | Rainer Brüderle | FDP   |
| Ministre de l'Intérieur et des Sports                                                                 |           | Walter Zuber    | SPD   |
| Ministre des Finances                                                                                 |           | Gernot Mittler  | SPD   |
| Ministre de la Justice                                                                                |           | Peter Caesar    | FDP   |
| Ministre du Travail, des Affaires sociales et de la Santé                                             |           | Florian Gerster | SPD   |
| Ministre de la Culture, de la Jeunesse, de la Famille et des Femmes                                   |           | Rose Götte      | SPD   |
| Ministre de l'Environnement et des Forêts                                                             |           | Klaudia Martini | SPD   |
| Ministre de l'Éducation, de la Science et de la Formation professionnelle                             |           | Jürgen Zöllner  | SPD   |